# Château des Planches (Amblie)
Le château des Planches est un édifice du XVIIIe siècle situé à Amblie, en France.

## Localisation
Le monument est situé dans le département français du Calvados, au sud du hameau des Planches et à l'est de Creully.

## Historique
Le château des Planches a été construit par Dominique-Nicolas du Buisson de Courson entre 1785 et 1789 en remplacement d’une construction plus ancienne. Il a été remanié sous la Restauration. Il présente une façade de style classique. Il bénéficie d'un arrêté d'inscription le 17 mai 1982.